# Palazzo romano di Fishbourne

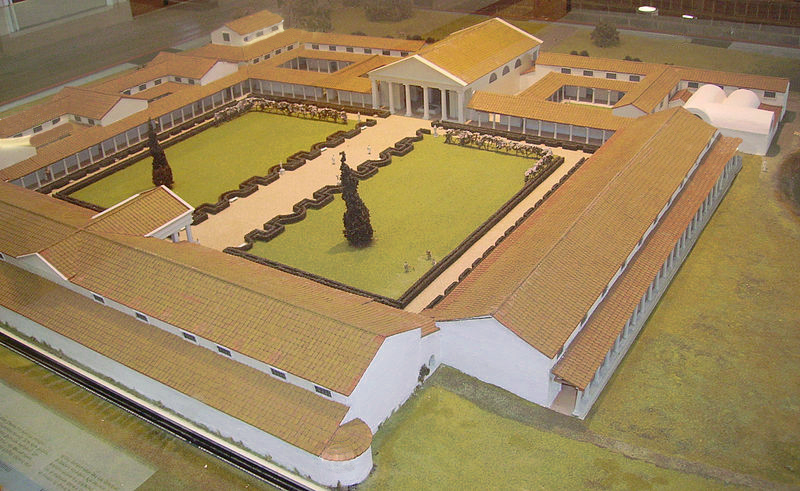
Modellino nel museo che riproduce l'aspetto del palazzo.

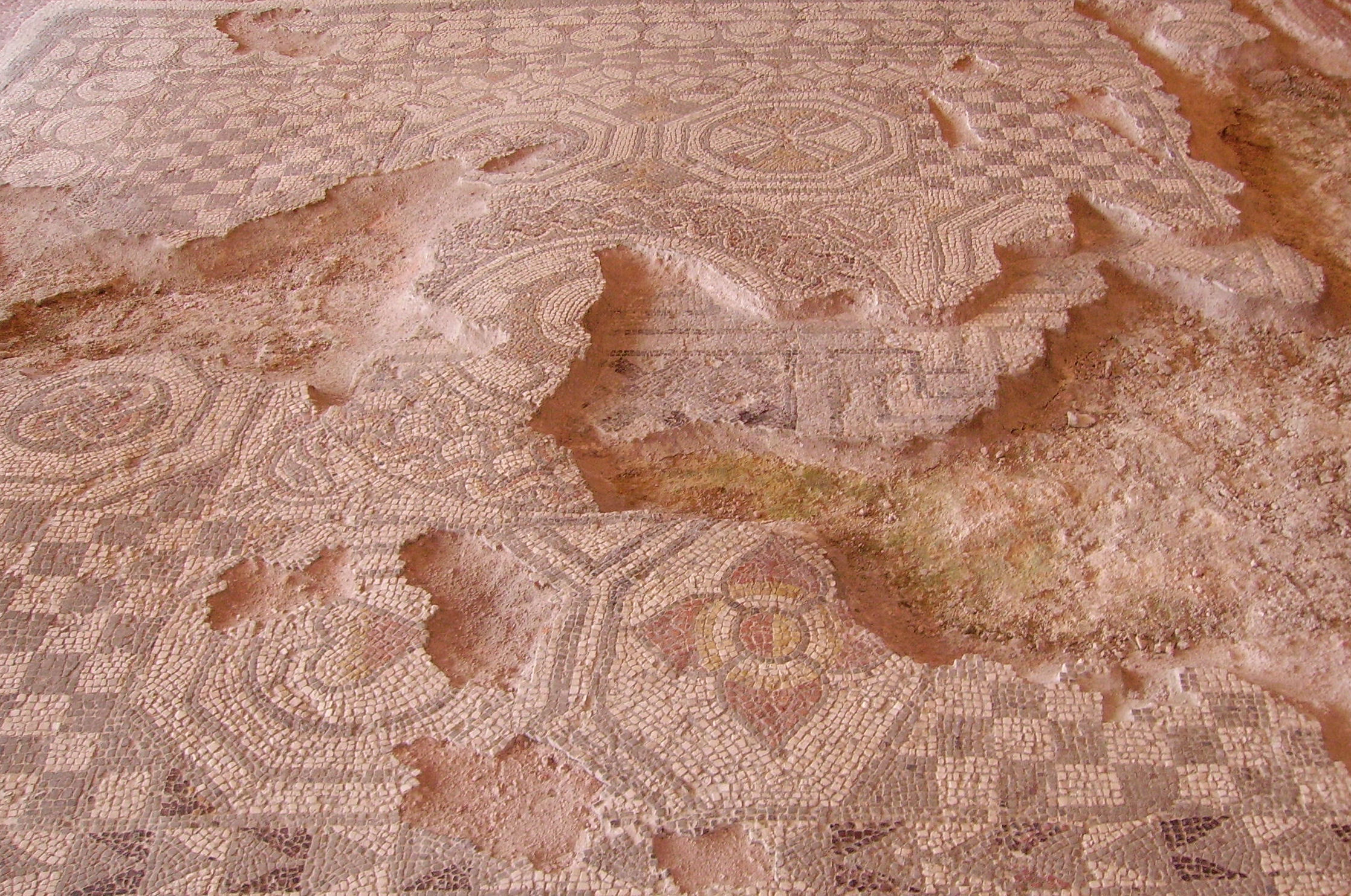
Uno dei mosaici: si intravede il mosaico più antico sottostante.

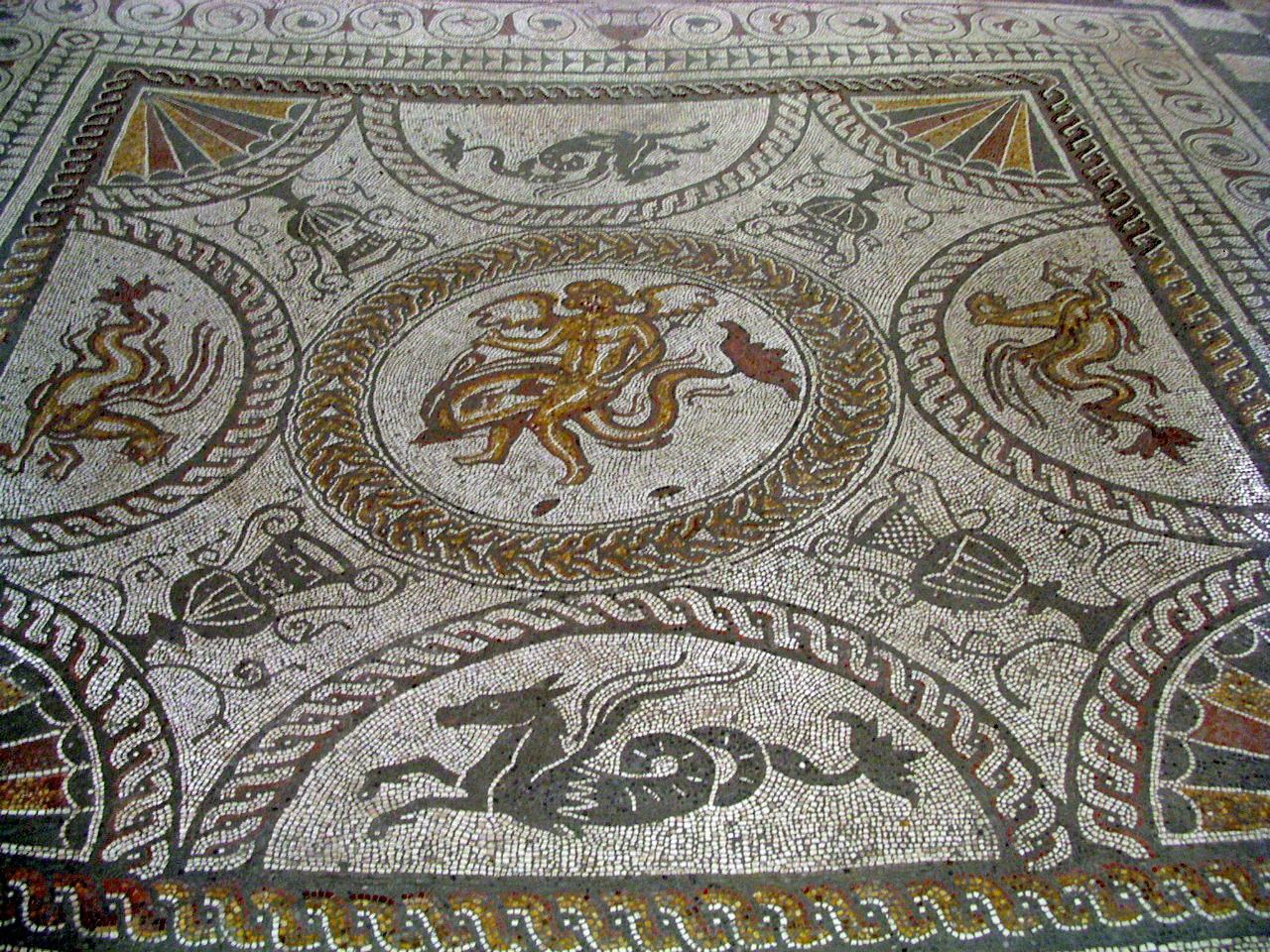
Mosaico di Cupido e il delfino.

Il Palazzo romano di Fishbourne sorge nel villaggio di Fishbourne, presso Chichester nel West Sussex, Inghilterra.
Il grande palazzo fu costruito nel I secolo, circa trenta anni dopo la conquista romana della Britannia, sul sito di un accampamento usato dai romani per i rifornimenti durante l'invasione iniziata nel 43 dall'imperatore Claudio. Il palazzo rettangolare circondava dei giardini dal disegno simmetrico, la parte nord dei quali è stata ricostruita. Nel secondo e terzo secolo ci furono estese modifiche, con molti dei mosaici originali in bianco e nero ricoperti da più sofisticati mosaici colorati, incluso quello perfettamente conservato del delfino nell'ala nord. Altre modifiche erano in corso quando il palazzo subì un grave incendio attorno all'anno 280, a seguito del quale venne abbandonato.

## Scoperta e scavi
Anche se gli abitanti del posto conoscevano già l'esistenza di resti romani nella zona, fu solo nel 1960 che l'archeologo Barry Cunliffe iniziò uno scavo sistematico nel sito, scoperto per caso da Aubrey Barrett, un ingegnere impegnato nella posa di un acquedotto. La villa romana che la squadra di Cunliffe stava portando alla luce era talmente grande che si iniziò a chiamarla Palazzo romano di Fishbourne; un museo venne poi costruito per preservare i resti archeologici in situ. L'amministrazione del museo è affidata alla Sussex Archaeological Society.
Per dimensioni, è approssimativamente grande quanto la Domus Aurea di Nerone a Roma o la villa di Piazza Armerina in Sicilia; la pianta assomiglia nell'organizzazione a quella della Domus Flavia nel Palazzo di Domiziano sul Palatino a Roma. Fishbourne è di gran lunga la più grande residenza romana a nord delle Alpi, superando, con i suoi 150 metri di lato, anche Buckingham Palace.
L'attuale museo incorpora gran parte dei resti visibili, inclusa un'intera ala del palazzo. I giardini sono stati ripiantumati utilizzando piante del periodo romano. Una squadra di volontari e archeologi professionisti è ancora impegnata in ricerche e scavi nei dintorni, sul sito di quelli che sembrano essere edifici militari. L'ultimo scavo è del 2002. Fra i resti anche un caldarium, un tepidarium, un frigidarium ed un ipocausto, il quale non fu completato a seguito dell'incendio.

## Teorie sul primo proprietario
Varie teorie sono state formulate su chi abbia abitato il palazzo. La prima e più accreditata è quella proposta da Barry Cunliffe, secondo il quale nella sua prima fase costruttiva il palazzo era la residenza di Cogidubno, citato nell'Agricola di Tacito e in un'iscrizione commemorativa del tempio di Nettuno e Minerva trovata nella vicina Chichester. Altre teorie fanno riferimento a Sallustio Lucullo, Verica (un re cliente già da prima dell'invasione del 43), ed infine un certo Tiberius Claudius Catuarus, il cui sigillo a forma di anello d'oro fu trovato nel 1995 nelle vicinanze.